# Poderi di Montemerano
Poderi di Montemerano è una frazione del comune italiano di Manciano, nella provincia di Grosseto, in Toscana.

## Geografia fisica
Il borgo è situato a circa 4 km a nord-ovest del capoluogo comunale, lungo la strada che conduce a Scansano, e a sud-est del borgo medievale di Montemerano, da cui prende il nome.

## Storia
Il paese è sorto verso la fine del XVI secolo con il nome di Poderi di Sotto, quando gli abitanti di Montemerano utilizzarono i poggi sotto la collina del borgo medievale per costruirvi alcuni rifugi per il bestiame e per gli attrezzi agricoli. Solo nel XVIII secolo la frazione assunse una propria fisionomia, prendendo il nome di Castelletto Santarelli, dal nome dei proprietari dei terreni. In seguito si formarono le località di Case Detti e Case Ciani. Tutte queste località sparse vennero successivamente unite sotto un'unica frazione, l'odierna Poderi di Montemerano, elevata a frazione autonoma del comune di Manciano nel corso del XX secolo.

## Monumenti e luoghi d'interesse
I maggiori elementi di interesse artistico o storico sono i vecchi casali cinquecenteschi e settecenteschi che costituiscono il nucleo storico della frazione, oltre alla presenza della chiesa di Santa Maria degli Angeli, costruita nel 1955 e sede di una parrocchia istituita il 24 maggio 1961. La struttura in pietra si ispira al romanico moderno, ed è affiancata da un campanile merlato che ricorda lo stile delle torri toscane.
A Poderi di Montemerano è situato uno dei tre lavatoi pubblici (gli altri due sono a Saturnia e a Poggio Murella) realizzati nel 1913 dall'Acquedotto del Fiora per rifornire i borghi mancianesi.

## Società

### Evoluzione demografica
Quella che segue è l'evoluzione demografica della frazione di Poderi di Montemerano.
| Anno | Abitanti | Note   |
| ---- | -------- | ------ |
| 1936 | 324      | [ 6 ]  |
| 1961 | 227      | [ 7 ]  |
| 1981 | 146      | [ 8 ]  |
| 2001 | 81       | [ 9 ]  |
| 2011 | 106      | [ 10 ] |

## Cultura

### Eventi
A Poderi di Montemerano si svolgono spesso feste tradizionali e sagre durante il corso dell'anno, tra le quali si ricordano la Festa della Befana con i canti tradizionali ogni 5 gennaio e, soprattutto, la Festa Poderana che si tiene la prima settimana di settembre con stand gastronomici e rappresentazioni folkloristiche.

## Infrastrutture e trasporti
Il paese di Poderi di Montemerano è servito dalla strada provinciale 159 Scansanese, che collega la città di Grosseto con Scansano e Manciano nell'entroterra, e che costituiva un tratto della ex strada statale 322 delle Collacchie, terminando a Follonica.